# Тед Лігеті
Теодор Шарп «Тед» Лігеті (англ. Theodore Sharp "Ted" Ligety, 31 серпня 1984) — американський гірськолижник, олімпійський чемпіон, чемпіон світу. 

## Життєпис
Лігеті став на лижі в два роки й розпочав брати участь у змаганнях в одинадцять. Його улюблена дисципліна - гігантський слалом. Станом на грудень 2010 він виграв 10 етапів Кубка світу, усі в гігантському слаломі.
Олімпійським чемпіоном він став у гірськолижній комбінації на Туринській Олімпіаді. Він також двічі вигравав звання чемпіона світу в гігантському слаломі, у Валь-д'Ізер у 2009 та в Гарміш-Партенкірхені у 2011.